# 王志愔
王志愔（7世纪—722年），唐朝博州聊城县（今山东省聊城市）人。
年轻时以进士擢第。唐中宗神龙年间，担任左台侍御史。执法刚正，百官畏惧，时人称之为“皂雕”。转任大理正，著有《应正论》，主张君臣严格执法，不以喜怒制刑、废法。唐睿宗时历任大理少卿，出任齐州刺史、河南道按察使、汴州刺史，唐玄宗开元年间为魏州刺史、扬州长史等。所至令行禁止，州境安定。入京为刑部尚书，开元十年（722年），唐玄宗幸东都，王志愔为西京留守，左领军卫兵曹权楚璧等作乱，立其侄权梁山为帝，诈称襄王李重茂之子。他惊吓而卒。